# Lista de vice-prefeitos de Porangatu
Esta é uma lista de indivíduos que ocuparam ou ocupam o cargo de Vice-prefeito do município de Porangatu. O gabinete de Prefeito, foi criado em 25 de agosto de 1948, pela Lei Ordinária n.º 122 e efetivando em 1º de janeiro do ano posterior, com a posse do prefeito nomeado, Adelino Américo de Azevedo. Até a segunda posse de Ângelo Rosa de Moura, não houve um vice-prefeito formal. A substituição era efetuada pelo presidente da Câmara Municipal, sendo válido ressaltar que Francisco Borges da Silva, substituiu o então prefeito Eusébio Martins da Cunha por 30 dias a partir de 10 de outubro de 1953. Foi Alair Renovato dos Santos, eleito em chapa opositora, que ocupou o cargo pela primeira vez, empossado em 21 de fevereiro de 1959.

## Antecedentes
Em 25 de agosto de 1948, o distrito municipal de Uruaçu, Porangatu, foi emancipado pela Lei ordinária n.º 122 de autoria do governador de Goiás, Coimbra Bueno. Foram marcadas eleições municipais para 3 de outubro do mesmo ano, sob presidência do subprefeito Adelino Américo de Azevedo, do PSD. Entretanto, não houve uma disputa para o cargo de vice-prefeito, sendo este exercido pelo presidente da Câmara Municipal de Porangatu. Até a convocação de uma eleição separada, 7 presidentes exerceram essa função.
| Lista de Presidentes da Câmara Municipal de Porangatu que exerceram o cargo de Vice-prefeito (1949-1959) | Lista de Presidentes da Câmara Municipal de Porangatu que exerceram o cargo de Vice-prefeito (1949-1959) | Lista de Presidentes da Câmara Municipal de Porangatu que exerceram o cargo de Vice-prefeito (1949-1959) | Lista de Presidentes da Câmara Municipal de Porangatu que exerceram o cargo de Vice-prefeito (1949-1959) | Lista de Presidentes da Câmara Municipal de Porangatu que exerceram o cargo de Vice-prefeito (1949-1959) | Lista de Presidentes da Câmara Municipal de Porangatu que exerceram o cargo de Vice-prefeito (1949-1959) | Lista de Presidentes da Câmara Municipal de Porangatu que exerceram o cargo de Vice-prefeito (1949-1959) | Lista de Presidentes da Câmara Municipal de Porangatu que exerceram o cargo de Vice-prefeito (1949-1959) | Lista de Presidentes da Câmara Municipal de Porangatu que exerceram o cargo de Vice-prefeito (1949-1959) | Lista de Presidentes da Câmara Municipal de Porangatu que exerceram o cargo de Vice-prefeito (1949-1959) |
| O.H | Nome | Retrato                                                                                                  | Início do mandato                                                                                        | Fim do mandato                                                                                           | Partido                                                                                                  | Partido                                                                                                  | Legislatura                                                                                              | Prefeito                                                                                                 | Ref. e notas                                                                                             |
| --- | --- | --- | --- | --- | --- | --- | --- | --- | --- |
| 1 | José Marques de Souza                                                                                    | | 4 de maio de 1949                                                                                        | 6 de fevereiro de 1950                                                                                   | | UDN | 1.ª | Ângelo Rosa de Moura                                                                                     | [ 4 ] [ 6 ] [ 7 ]                                                                                        |
| 2 | Francisco Borges da Silva                                                                                | | 6 de fevereiro de 1950                                                                                   | 8 de fevereiro de 1951                                                                                   | | PSD | 1.ª | Ângelo Rosa de Moura                                                                                     | [ 4 ] [ 6 ] [ 7 ]                                                                                        |
| 3 | José Marques de Souza                                                                                    | | 8 de fevereiro de 1951                                                                                   | 23 de março de 1952                                                                                      | | UDN | 1.ª | Ângelo Rosa de Moura                                                                                     | [ 4 ] [ 6 ] [ 7 ]                                                                                        |
| 4 | Francisco Borges da Silva                                                                                | | 23 de março de 1952                                                                                      | | | PSD | 1.ª | Ângelo Rosa de Moura                                                                                     | [ 4 ] [ nota 1 ] [ nota 2 ]                                                                              |
| - | Francisco Borges da Silva                                                                                | | | 10 de fevereiro de 1954                                                                                  | 2.ª | PSD | Eusébio Martins da Cunha                                                                                 | | [ 4 ] [ nota 1 ] [ nota 2 ]                                                                              |
| 5 | Adelaide Gomes Wanderley                                                                                 | | 10 de fevereiro de 1954                                                                                  | 19 de setembro de 1955                                                                                   | 2.ª | | Eusébio Martins da Cunha                                                                                 | PSP | [ 4 ] [ 6 ] [ 7 ]                                                                                        |
| 6 | Pedro Pereira Cunha                                                                                      | | 1955 | 1956 | 2.ª | | Eusébio Martins da Cunha                                                                                 | PSD | [ 4 ] [ 6 ] [ 7 ]                                                                                        |
| 7 | José de Carvalho Borba Júnior                                                                            | | 1957 | 1959 | | UDN | 3.ª | Ângelo Rosa de Moura                                                                                     | [ nota 3 ]                                                                                               |

## Vice-prefeitos de Porangatu
Em 21 de fevereiro de 1959, Alair Renovato dos Santos foi empossado vice-prefeito de Porangatu, após uma eleição desconexa e dois anos depois da municipal.
| Lista de vice-prefeitos de Porangatu (1959-presente) | Lista de vice-prefeitos de Porangatu (1959-presente)   | Lista de vice-prefeitos de Porangatu (1959-presente) | Lista de vice-prefeitos de Porangatu (1959-presente) | Lista de vice-prefeitos de Porangatu (1959-presente) | Lista de vice-prefeitos de Porangatu (1959-presente) | Lista de vice-prefeitos de Porangatu (1959-presente) | Lista de vice-prefeitos de Porangatu (1959-presente) | Lista de vice-prefeitos de Porangatu (1959-presente) |
| O.H                                                  | Nome                                                   | Retrato                                              | Início do mandato                                    | Fim do mandato                                       | Partido                                              | Partido                                              | Titular                                              | Ref. e notas                                         |
| ---------------------------------------------------- | ------------------------------------------------------ | ---------------------------------------------------- | ---------------------------------------------------- | ---------------------------------------------------- | ---------------------------------------------------- | ---------------------------------------------------- | ---------------------------------------------------- | ---------------------------------------------------- |
| 1                                                    | Alair Renovato Dizim dos Santos (1921-)                |                                                      | 21 de fevereiro de 1959                              | 31 de janeiro de 1961                                |                                                      | PSD                                                  | Ângelo Rosa de Moura                                 | [ 9 ]                                                |
| 2                                                    | Ocidenes Andrade Coelho                                |                                                      | 31 de janeiro de 1961                                | 31 de janeiro de 1966                                | PSD                                                  | Moacir Ribeiro de Freitas                            |                                                      | [ 9 ]                                                |
| 3                                                    | João Gonçalves dos Reis (1927-)                        |                                                      | 31 de janeiro de 1966                                | 15 de março de 1970                                  | PSD                                                  | Pedro Teixeira Filho                                 |                                                      | [ 9 ]                                                |
| 3                                                    | João Gonçalves dos Reis (1927-)                        |                                                      | 31 de janeiro de 1966                                | 15 de março de 1970                                  | MDB                                                  | Pedro Teixeira Filho                                 | [ nota 4 ] [ 9 ]                                     |                                                      |
| 4                                                    | Laudelino Alves de Carvalho Nego do Matão              |                                                      | 15 de março de 1970                                  | 15 de março de 1973                                  | MDB                                                  | João Gonçalves dos Reis                              | [ nota 4 ] [ 9 ]                                     |                                                      |
| 5                                                    | Trajano Machado Gontijo Filho (1929-2017)              |                                                      | 15 de março de 1973                                  | 15 de março de 1977                                  |                                                      | ARENA                                                | [ nota 4 ] [ 9 ]                                     | Luiz do Gote                                         |
| 6                                                    | Ovídio Gomide Paiva                                    |                                                      | 15 de março de 1977                                  | 15 de março de 1983                                  | ARENA                                                | Trajano Machado Gontijo Filho                        | [ nota 4 ] [ 9 ]                                     |                                                      |
| 6                                                    | Ovídio Gomide Paiva                                    |                                                      | 15 de março de 1977                                  | 15 de março de 1983                                  | PDS                                                  | Trajano Machado Gontijo Filho                        | [ 10 ] [ 11 ] [ nota 5 ]                             |                                                      |
| 7                                                    | Bernardino da Rocha Santiago                           |                                                      | 15 de março de 1983                                  | 1º de janeiro de 1989                                |                                                      | MDB                                                  | João Gonçalves dos Reis                              | [ 12 ] [ 9 ] [ 13 ]                                  |
| 8                                                    | Moacir Ribeiro de Freitas                              |                                                      | 1º de janeiro de 1989                                | 1º de janeiro de 1993                                | Jarbas Macedo Cunha                                  | MDB                                                  |                                                      | [ 12 ] [ 9 ] [ 13 ]                                  |
| 9                                                    | Alair Bueno da Cunha                                   |                                                      | 1º de janeiro de 1993                                | 1º de janeiro de 1997                                |                                                      | PDS                                                  | Luiz do Gote                                         | [ 14 ] [ 15 ] [ nota 6 ]                             |
| 9                                                    | Alair Bueno da Cunha                                   | MDB                                                  | 1º de janeiro de 1993                                | 1º de janeiro de 1997                                |                                                      |                                                      | Luiz do Gote                                         | [ 14 ] [ 15 ] [ nota 6 ]                             |
| 10                                                   | Dr. Antônio Paulo Machado Gontijo                      |                                                      | 1º de janeiro de 1997                                | 1º de janeiro de 2001                                |                                                      | PSDB                                                 | Júlio Sérgio de Melo                                 | [ 4 ] [ nota 7 ]                                     |
| 11                                                   | José Zé Osvaldo da Silva (1963-)                       |                                                      | 1º de janeiro de 2001                                | 1º de janeiro de 2005                                |                                                      | PSDB                                                 | Júlio Sérgio de Melo                                 | [ 4 ] [ nota 7 ]                                     |
| 12                                                   | Jerson do Cortume José do Nascimento (1952-2023)       |                                                      | 1º de janeiro de 2005                                | 1º de janeiro de 2008                                | José Osvaldo da Silva                                | PSDB                                                 | [ 16 ] [ 17 ]                                        |                                                      |
| 12                                                   | Jerson do Cortume José do Nascimento (1952-2023)       | 1º de janeiro de 2008                                | 1º de janeiro de 2013                                |                                                      | José Osvaldo da Silva                                | PSDB                                                 | [ 16 ] [ 17 ]                                        |                                                      |
| 13                                                   | Galeno Pereira Guimarães (1962-)                       |                                                      | 1º de janeiro de 2013                                | 1º de janeiro de 2017                                |                                                      | PT                                                   | Eronildo Valadares                                   | [ 18 ]                                               |
| 14                                                   | Moacir Ciriaco Dias Júnior Junin do Bonsucesso (1985-) |                                                      | 1º de janeiro de 2017                                | 1º de janeiro de 2021                                |                                                      | PTB                                                  | Pedro João Fernandes                                 | [ 19 ]                                               |
| 15                                                   | Marcílio da Costa Pires Capitão Pires (1971-)          |                                                      | 1º de janeiro de 2021                                | 1 de janeiro de 2025                                 |                                                      | PODE                                                 | Vanuza Valadares                                     | [ 20 ]                                               |
| 15                                                   | Marcílio da Costa Pires Capitão Pires (1971-)          |                                                      | 1º de janeiro de 2021                                | 1 de janeiro de 2025                                 | Republicanos                                         | [ 21 ] [ nota 8 ] [ 22 ]                             | Vanuza Valadares                                     |                                                      |
| 15                                                   | Marcílio da Costa Pires Capitão Pires (1971-)          | PSDB                                                 | 1º de janeiro de 2021                                | 1 de janeiro de 2025                                 |                                                      | [ 21 ] [ nota 8 ] [ 22 ]                             | Vanuza Valadares                                     |                                                      |
| 16                                                   | José Mauricio da GEP Amaral                            |                                                      | 1 de janeiro de 2025                                 | presente                                             |                                                      | MDB                                                  | Vanuza Valadares                                     | [ 23 ] [ 24 ]                                        |

## Alair Renovato dos Santos
É um político brasileiro, nascido em 14 de maio de 1921 que enquanto filiado ao PSD, foi suplente e vereador titular por Porangatu entre 1948 e 1954, assumindo o recém-criado cargo de vice-prefeito em 1959, em eleição inédita no ano anterior. Venceu o candidato udenista à vice-prefeitura.